# Gerard de Rooy
Gerard de Rooy, né le 21 juin 1980 à Eindhoven (Pays-Bas), est un pilote de rallye-raid néerlandais, spécialiste des courses de camions. Depuis 2002, il participe chaque année au rallye Dakar qu'il a remporté deux fois en 2012 et en 2016.
Il est le fils de Jan de Rooy, vainqueur du Rallye Dakar 1987 en catégorie camions.

## Palmarès

### Résultats au Rallye Dakar
- 2002 : 6e
- 2003 : abandon (5 étapes)
- 2004 : 3e (1 étape)
- 2005 : 5e (3 étapes)
- 2006 : disqualifié
- 2007 : abandon (1 étape)
- 2009 : 3e (3 étapes)
- 2011 : abandon
- 2012 : vainqueur (5 étapes)
- 2013 : 4e (6 étapes)
- 2014 : 2e (3 étapes)
- 2015 : 9e
- 2016 : vainqueur (3 étapes)
- 2017 : 3e (2 étapes)
- 2019 : 3e (2 étapes)

### Résultats à l'Africa Eco Race
- Rallye Africa Eco Race 2018: vainqueur (11 étapes)

L'Africa Eco Race effectue un classement combiné auto/camion. Sur 12 étapes, Gerard de Rooy fut le premier au classement des camions, même s'il n'a jamais remporté d'étape en combiné.